# Новороссия
Новоро́ссия (Новоросси́йский край) — обширный историко-культурный регион в Северном Причерноморье, присоединённый к Российской империи в результате русско-турецких войн во второй половине XVIII века. Свойственные Новороссии население, инфраструктура и образ жизни сформировались на протяжении сравнительно короткого отрезка истории, а сам регион превратился из неосвоенной степи с редкими кочевьями в мощный промышленный район, ставший становым хребтом экономики сначала Российской империи, затем — Украинской ССР.
В административном отношении эти земли в разное время образовывали Новороссийскую губернию и Новороссийско-Бессарабское генерал-губернаторство. Согласно административно-территориальному делению начала XX века, Новороссия в узком смысле включала в себя Херсонскую, Екатеринославскую и Таврическую губернии, в широком — также Бессарабскую губернию, Кубанскую область, Черноморскую и Ставропольскую губернии, Область Войска Донского. Название «Новороссия» употреблялось ещё в начале XX века, однако после разгрома УНР в ходе Гражданской войны и включения основной части этих земель в состав УССР их стали именовать «Южной Украиной» или «Северным Причерноморьем». Вместе с этим термин вышел из употребления и в РСФСР, оставив след лишь в названии порта Новороссийск.
В 2014 году во время пророссийских протестов на Украине президент России Владимир Путин ввёл термин «Новороссия» для обозначения проекта пророссийского государственного образования на юге и востоке Украины. Вскоре после образования самопровозглашённых Донецкой Народной Республики (ДНР) и Луганской Народной Республики (ЛНР) они заявили о планах объединения в Конфедерацию «Новороссия». Проект «Новороссия» был заморожен в 2015 году в рамках реализации Второго минского соглашения.

## История

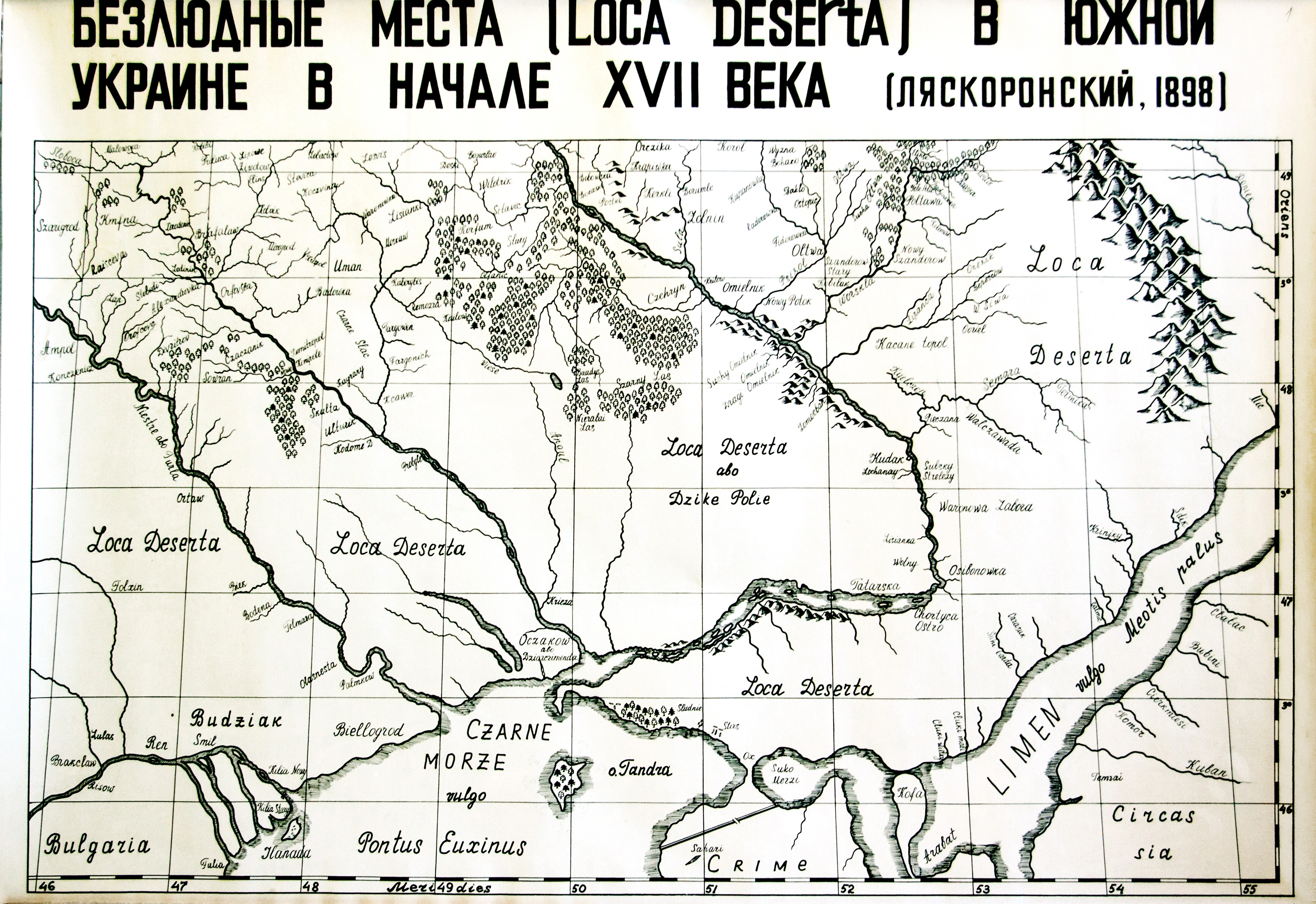
Безлюдные места в южной Украине в начале XVII века (Ляскоронский, 1898)

Российская империя постепенно присоединила эти земли, издревле известные на Руси как Дикое поле, в ходе войн с Крымским ханством и его сюзереном Османской империей. На протяжении XV—XVII веков на месте будущей Новороссии располагалось Крымское ханство, на западе — Молдавское княжество, в северной части — земли запорожских казаков, подчинённых Речи Посполитой. После Переяславской рады и вхождения Гетманщины в состав Русского царства последнее активизировало продвижение на юг и процесс колонизации территории. Заселение края началось с основания небольших военных поселений, гарнизоны которых состояли из запорожских казаков и царских служилых людей. Многие из этих поселений являлись укреплёнными острогами и станицами, которые препятствовали крымско-ногайским набегам и образовывали новые, выдвинутые вглубь степей укреплённые линии, такие как Изюмская черта.
В первой половине XVIII века здесь впервые была чётко определена граница между Россией и Турцией.

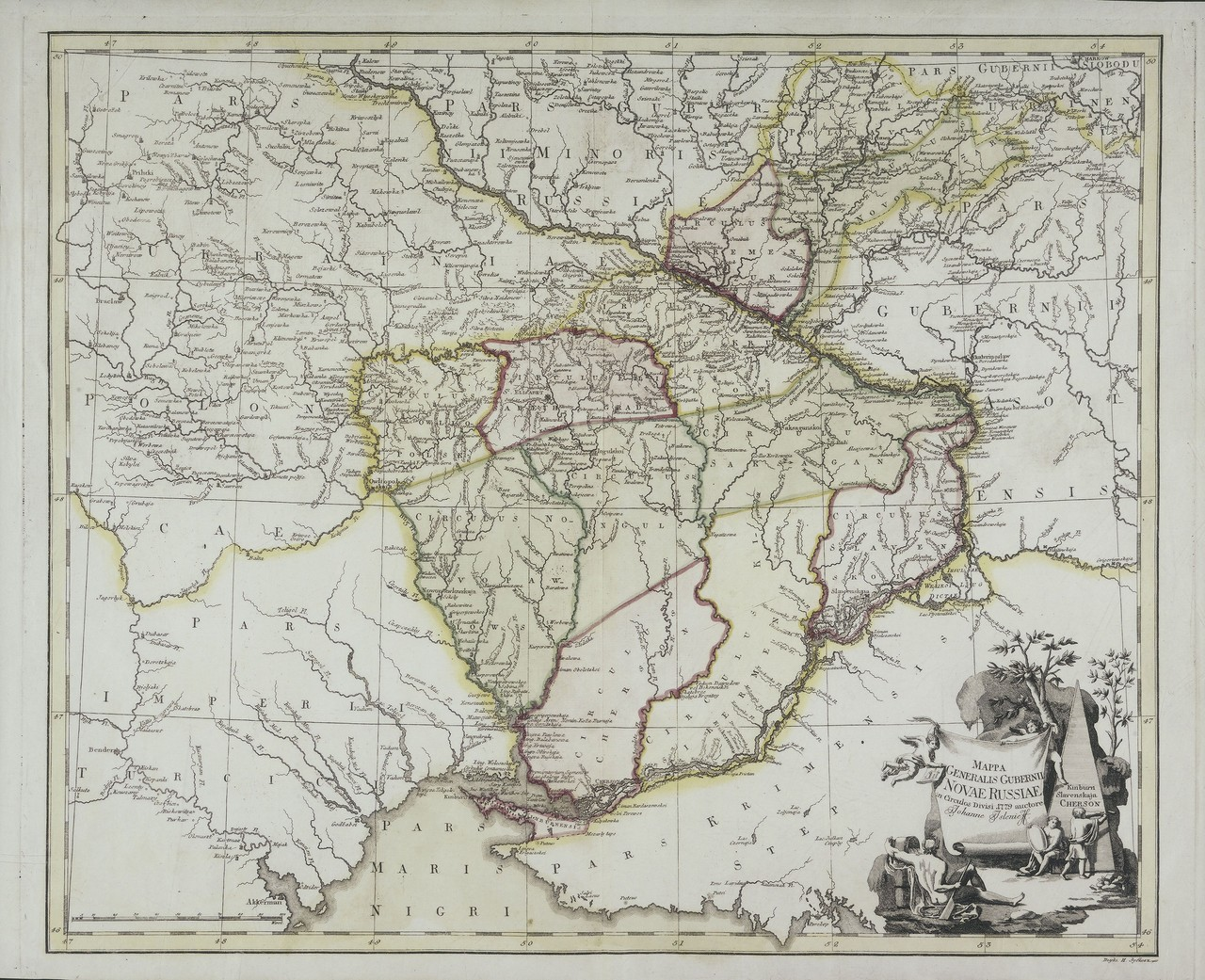
Новороссийская губерния в 1779 году

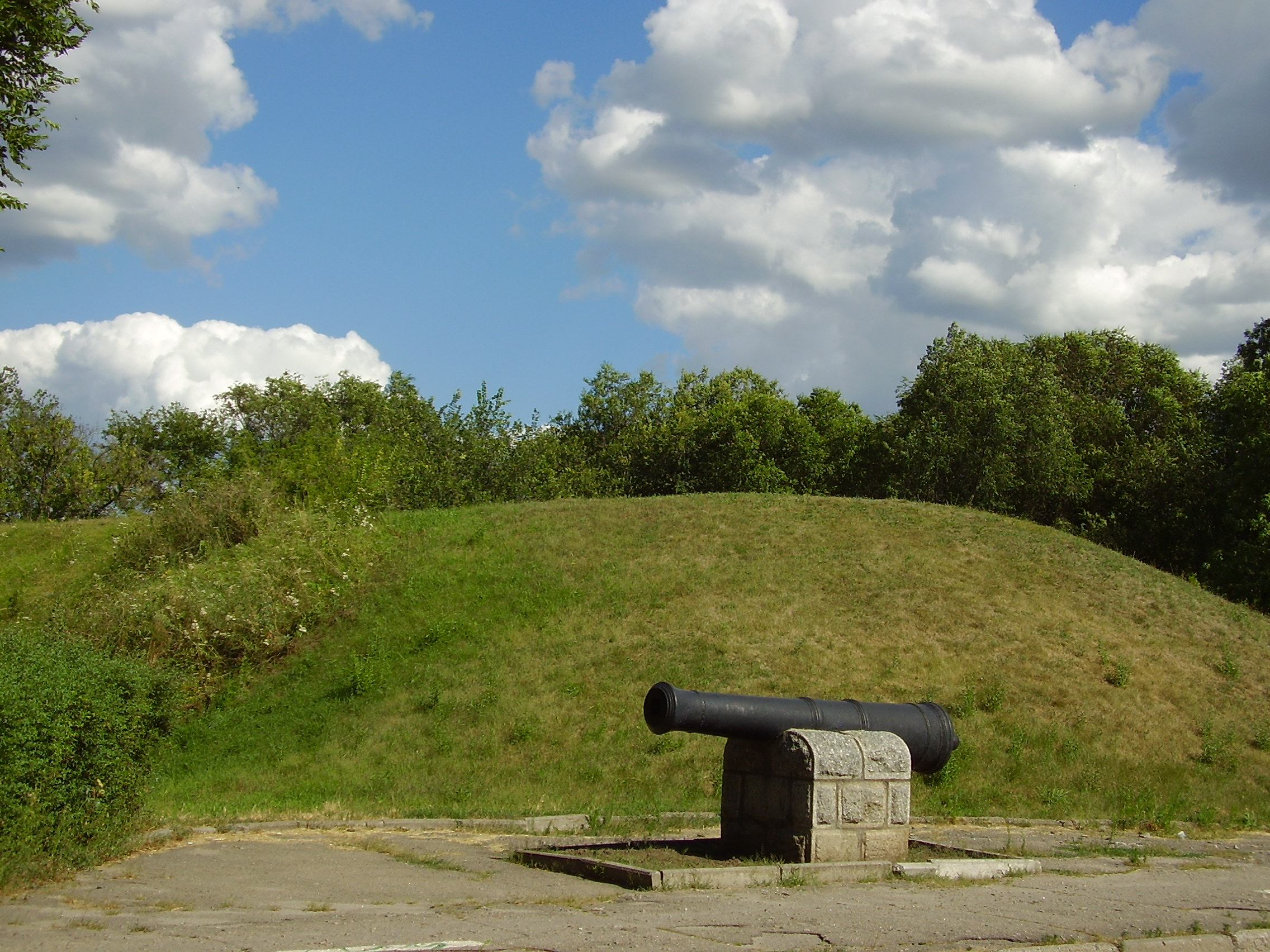
Одна из пушек Крепости Святой Елисаветы

В 1752 году было образовано первое военно-земледельческое поселение сербов и венгров из Габсбургской империи, получившее название Новой Сербии, административным центром которой была Крепость Святой Елисаветы заложенная в том же году (именно она была главным штабом Русской армии на юге в XVIII веке). Позднее за сербами последовали болгары и волохи. В дальнейшем край был разделён на Новую Сербию (от польских земель до Днепра) и Славяносербию (к востоку от Днепра вдоль Украинской пограничной линии).
В 1764 году территория дислокации гусарских полков новосербского военного корпуса, в которых состояло всё местное мужское население, была преобразована в Новороссийскую губернию, куда вошли Славяносербия и Украинская линия. Новороссией его назвала Екатерина II, имея в виду, что это новая земля наряду с Великороссией и Малороссией. Первоначально Новороссия охватывала территорию Бахмутского уезда, Миргородского и Полтавского полков (из Гетманщины). C 1765 года центром губернии был Кременчуг.

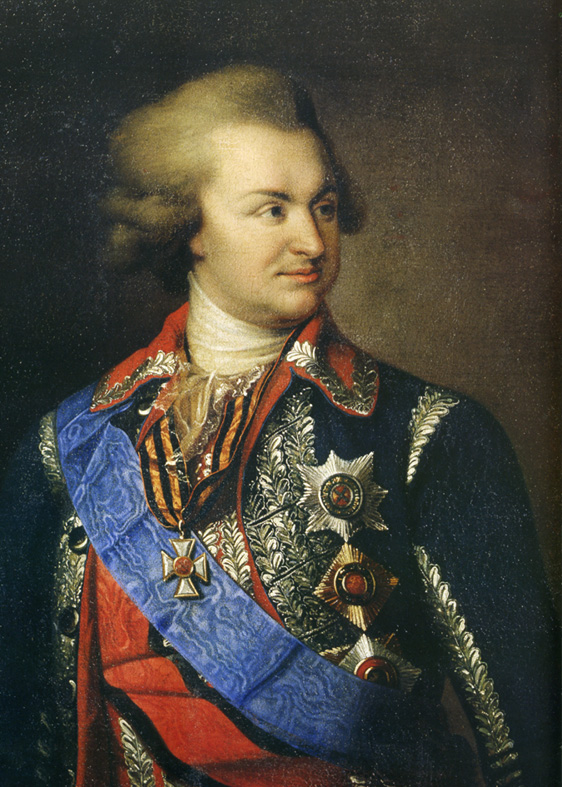
Григорий Потёмкин

Освоение Новороссии приобрело массовый характер с конца XVIII века под руководством князя Потёмкина, имевшего для этой задачи от императрицы Екатерины II почти неограниченные полномочия. При нём к Новороссии было присоединено историческое Запорожье, построен новый центр — Екатеринослав (1776). В 1778 году самым юго-западным городом Новороссии стал Херсон. В 1783 году Новороссия приросла Крымом. В административном отношении Новороссийская губерния существовала в царствование Екатерины II — с 1764 по 1783 год, когда она вошла в состав новообразованного Екатеринославского наместничества.
Павел I указом от 12 декабря 1796 года возродил Новороссийскую губернию с центром в Екатеринославе (при Павле І город носил название Новороссийск), где уездными городами были Бахмут, Екатеринослав, Елисаветград, Константиноград, Мариуполь, Ольвиополь, Павлоград, Перекоп, Ростов, Симферополь, Тирасполь, Херсон. Она существовала по 1802 год, после чего была разделена на Николаевскую, Екатеринославскую и Таврическую губернии. В 1803 году Николаевская губерния была переименована в Херсонскую.

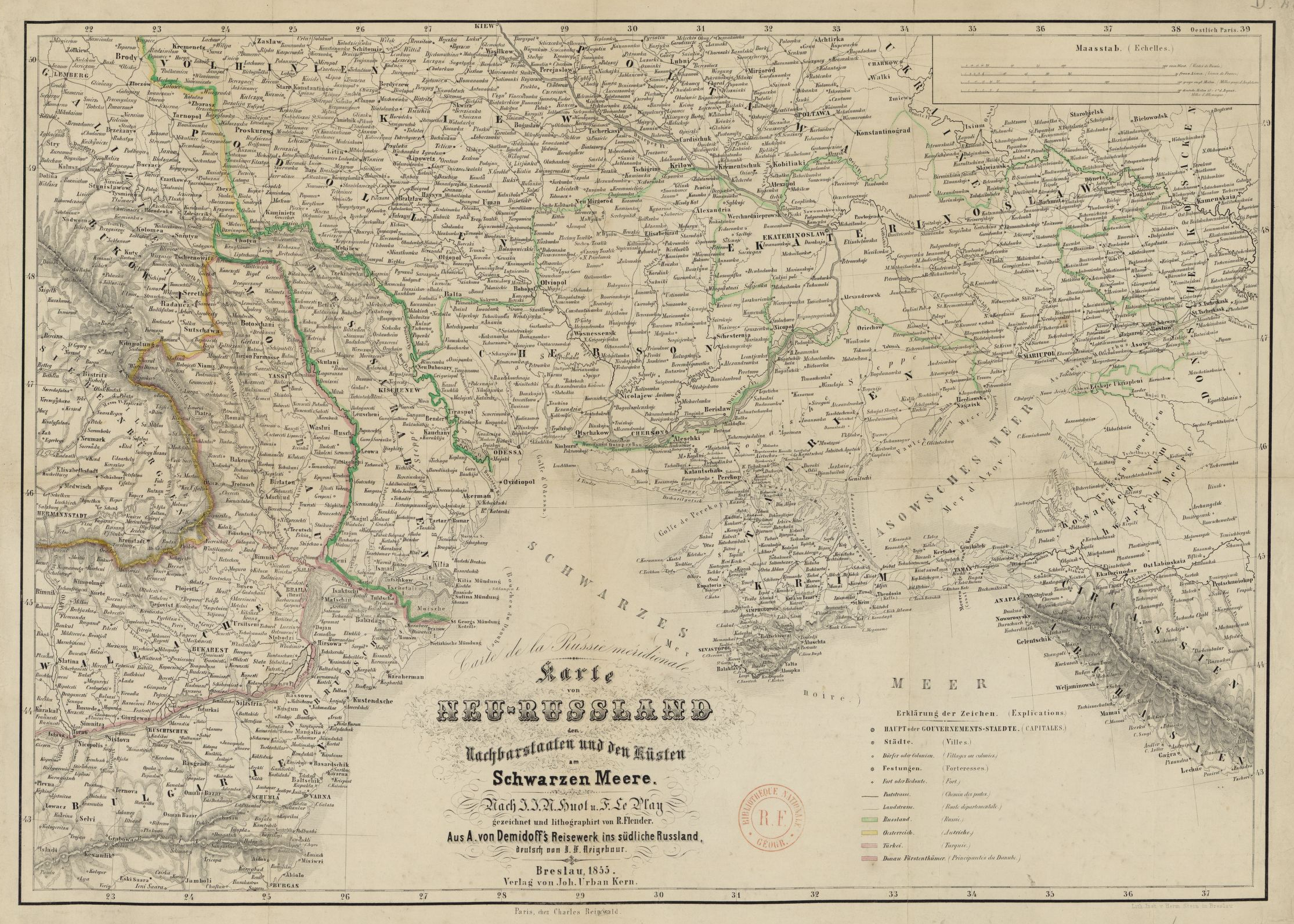
Немецкая карта Новороссии 1855 года

В 1865 году в Одессе был основан Императорский Новороссийский университет.
В 1805 году формируется Новороссийско-Бессарабское генерал-губернаторство, одним из первых наместников которого стал дюк Ришельё. Оно просуществовало до 1873 года, его последним губернатором был Павел Коцебу, правивший краем до 1874 года.

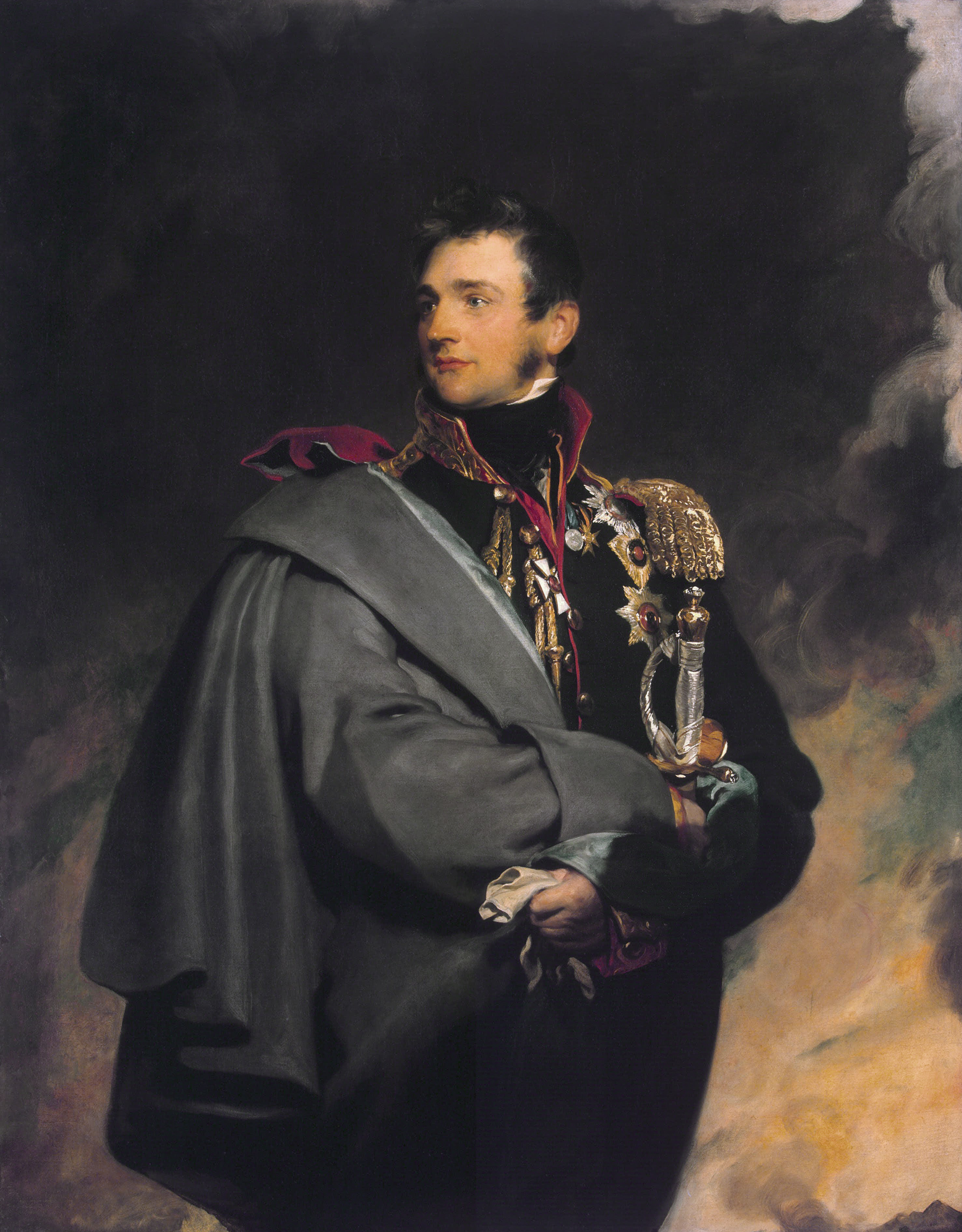
Многолетний генерал-губернатор Новороссии граф Михаил Воронцов

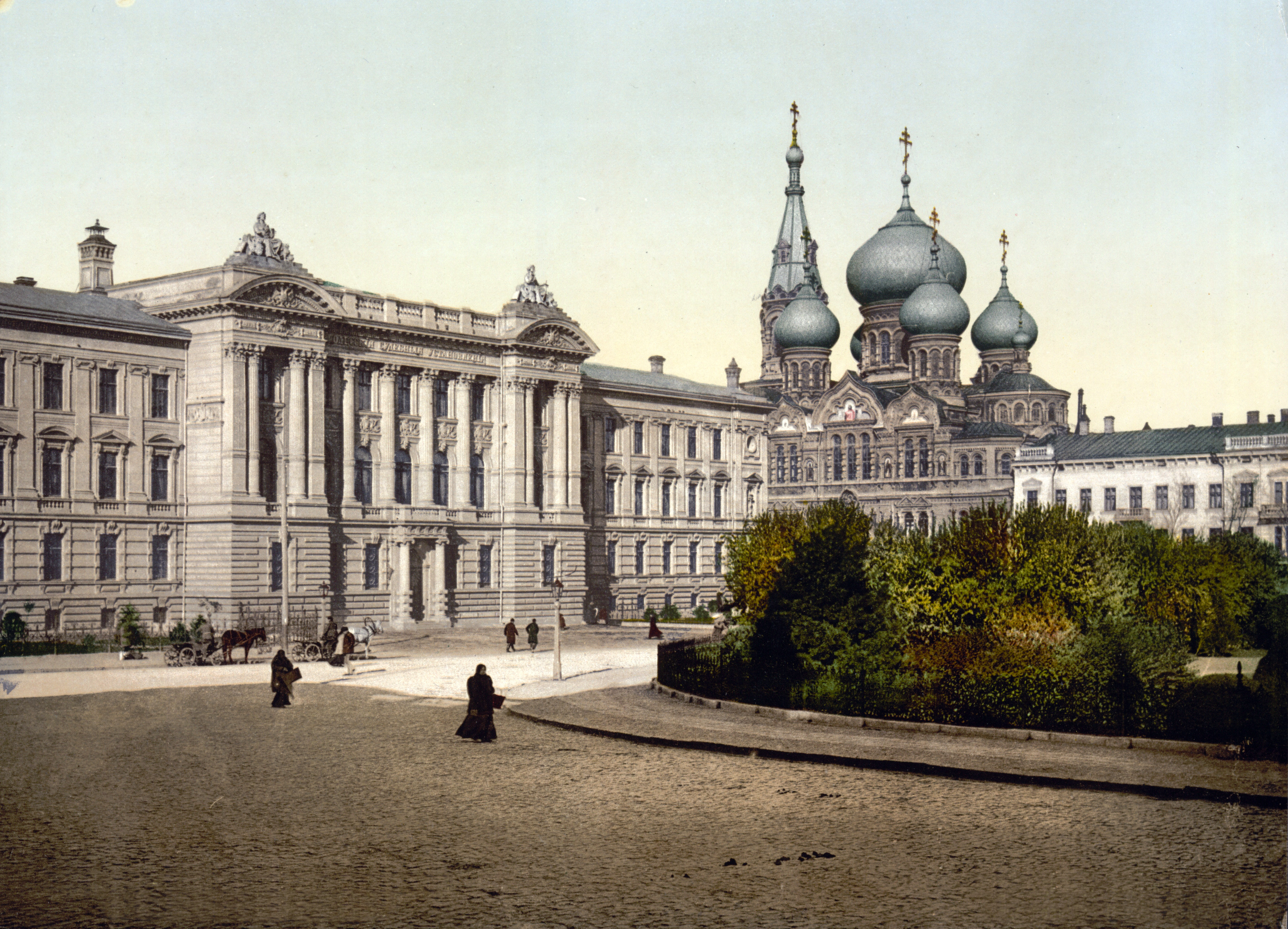
Центр Одессы на рубеже XIX—XX веков. Фотохром Петра Павлова

Начиная с 1860-х годов по территории Новороссии было проложено свыше 10 железных дорог, ускорилась разработка Донецкого каменноугольного бассейна. С 1880-х началась разработка месторождений марганца у Никополя и ртути близ Никитовки, Криворожского железорудного месторождения. К 1902 насчитывалось 20 металлургических заводов, был построен ряд машиностроительных и других заводов, в Одессе, Николаеве, Херсоне активно развивалось судостроение. Важное место занимало сельское хозяйство.
После Октябрьской революции, 31 октября (13 ноября) 1917 года, Украинская Центральная рада, помимо прочих территорий, распространила власть своего правительства — Генерального секретариата — на Херсонскую, Екатеринославскую и северные районы Таврической губерний. 7 (20) ноября Третьим Универсалом Центральной рады было провозглашено создание Украинской Народной Республики, в состав которой были включены территории, большинство населения которых составляют украинцы, — в том числе, Херсонской и Екатеринославской губерний и уездов Северной Таврии (без Крыма).
В декабре 1917 — январе 1918 годов на этой территории шла борьба за власть между сторонниками Советской власти и вооружёнными формированиями Центральной Рады, завершившаяся установлением Советской власти. Однако уже в феврале—марте 1918 года Северное Причерноморье, как и остальная территория УНР, была оккупирована австро-германскими войсками, которые оставались здесь до ноября 1918 года.
В 1919—1920 годах Юг России (автономное государственное образование на территориях, контролируемых белогвардейскими Вооружёнными Силами Юга России) приказом главкома ВСЮР был административно разделён на четыре области, одной из которых была Новороссийская область, или Новороссия, с центром в Одессе (остальные три: Харьковская, Киевская области и Область Северного Кавказа). В 1919 году на территории Новороссии (Екатеринославщина и Северная Таврида) действовали отряды махновцев.
На территориях Новороссии с преобладающим нерусским населением в 1920—1930-е годы проводилась политика коренизации, в ходе которой продвигались и внедрялись элементы языка и культуры проживающих на этих землях национальностей (украинцев, немцев, греков, болгар и др.). В конце 1930-х годов коренизация была свёрнута, на её место пришла русификация. Во времена голода 1921—1923 и голода 1932—1933 годов погибло несколько миллинов человек, преимущественно в сельской местности  . В ходе Великой Отечественной войны и после её окончания немецкие поселенцы и крымские татары в полном составе были выселены в Сибирь, Казахстан и Узбекистан, греческие и другие — частично.
Вследствие проводимой во времена СССР русификации Украины доля украиноязычных в населении значительно уменьшилась, а доля русскоязычных — возросла. Доля считающих украинский язык родным в населении Украинской ССР между 1959 и 1989 гг. сократилась с 73,0 % до 64,7 %. Особенно заметным было сокращение доли считающих украинский язык родным в южных и восточных областях: в Луганской области — на 15,6 % (с 50,5 % до 34,9 %), в Донецкой области — на 13,8 % (с 44,4 % до 30,6 %), в Запорожской области — на 11,7 % (с 61,0 % до 49,3 %), в Харьковской области — на 10,7 % (с 61,2 % до 50,5 %), в Днепропетровской области — на 10,6 % (с 72,1 % до 61,5 %), в Николаевской области — на 9,2 % (с 73,4 % до 64,2 %), в Херсонской области — на 8,0 % (с 75,7 % до 67,7 %).

## Губернаторы
В Российской империи Новороссия выделялась высоким уровнем европейской культуры первых губернаторов и градоначальников, обладавших большими организаторскими способностями и государственной инициативой (Г. А. Потёмкин, И. Н. Инзов и другие).
| Генерал-губернатор | Чин, звание              | Время замещения должности |
| ------------------ | ------------------------ | ------------------------- |
| А. П. Мельгунов    | генерал-поручик          | 1764—1765                 |
| Я. Л. Брандт       | генерал-аншеф            | 1765—1766                 |
| Ф. М. Воейков      | генерал-аншеф            | 1766—1775                 |
| Т. И. Тутолмин     | генерал-майор            | 1779—1783                 |
| И. М. Синельников  | генерал-майор            | 1784—1788                 |
| П. А. Зубов        | генерал-фельдцейхмейстер | 1791—1796                 |
| Н. М. Бердяев      | генерал-лейтенант        | 1796—1797                 |
| М. В. Каховский    | генерал-аншеф            | 1798—1800                 |
| И. И. Михельсон    | генерал от кавалерии     | 1800—20.01.1803           |
| С. А. Беклешов     | генерал-лейтенант        | 20.01.1803—03.10.1803     |
| Э. О. Ришельё      | генерал-лейтенант        | 1805—1814                 |
| А. Я. Рудзевич     | генерал-лейтенант        | 1814—1815                 |
| А. Ф. Ланжерон     | генерал от инфантерии    | 1815—1822                 |
| М. С. Воронцов     | генерал-фельдмаршал      | 1822—03.1854              |
| Н. Н. Анненков     | генерал-лейтенант        | 03.1854—04.1855           |
| А. Г. Строганов    | генерал от артиллерии    | 04.1855—1864              |
| П. Е. Коцебу       | генерал от инфантерии    | 1864—1873                 |

## Население
В Новороссии раздавались земли — украинцам, русским, немцам, сербам, болгарам, армянам, грекам и др. Делалась также попытка поселить на земле еврейских колонистов. На месте или вблизи небольших казацких и татарских поселений было основано множество новых городов, таких как Екатеринослав, Николаев, Херсон, Елисаветград, Одесса, Тирасполь, Севастополь, Симферополь, Мариуполь.
В итоге население здесь приобрело пёстрый состав. К 1779 году большинство в Новороссии составили украинцы (64,75 %), наиболее многочисленные в сельской местности; на втором месте — молдаване (11,3 %), проживающие в Бессарабии; русские (9,85 %) долгое время составляли большинство населения городов, а также активно селились во многих сельских районах, греки (6,31 %) — в сёлах Мариупольского уезда. Украинцев в Екатеринославской губернии было 59,39 %, а в Херсонской — 70,39 % от всего населения. Евреи селились преимущественно в городах, болгары составляли значительный процент населения в Бердянском уезде и на юге Бессарабии, немцы составляли почти четверть населения Перекопского уезда, а также основали множество колоний на территории современной Одесской области.
Перепись 1897 года выявила преобладание украинского языка на большей части территории Новороссии, а также в ряде административных единиц на Кубани и Восточной Слобожанщине, территории которых сегодня являются частью России. В то же время преимущественно украиноязычными не являлись Одесский уезд (среди сельского населения которого, однако, украиноязычные были относительным большинством, составляя 46,65 %), Крым и Буджак (в трёх городах которого — Измаиле, Килии и Белгород-Днестровском — а также в Аккерманском уезде, занимавшем бо́льшую часть Буджака — украиноязычные всё же являлись самой многочисленной языковой группой). В Екатеринославской губернии было 68,9 % украиноязычных, в Харьковской — 80,6 %, в Херсонской — 53,5 %, в материковых уездах Таврической губернии — 60,6 %, а в Кубанской области — 47 %.
На 1914 год крупнейшими этнографическими группами в Екатеринославской, Херсонской и Таврической губерниях были украинцы 56,7 %, русские — 21,2 %, евреи — 7,4 %, немцы — 4,4 %, греки — 3,5 %, молдаване — 2,8 %, татары и турки — 1,2 %, поляки — 0,8 %, болгары — 0,4 %.